# Sainte-Colombe (Lot)
Sainte-Colombe ist eine französische Gemeinde mit 234 Einwohnern (Stand 1. Januar 2022) im Département Lot in der Region Okzitanien. Sie gehört zum Kanton Lacapelle-Marival und zum Arrondissement Figeac.
Sie liegt im Südwesten des Zentralmassivs und grenzt im Norden an Montet-et-Bouxal, im Osten an Sabadel-Latronquière, im Südosten an Prendeignes, im Süden an Cardaillac, im Südwesten an Saint-Bressou und im Westen an Labathude.

## Bevölkerungsentwicklung

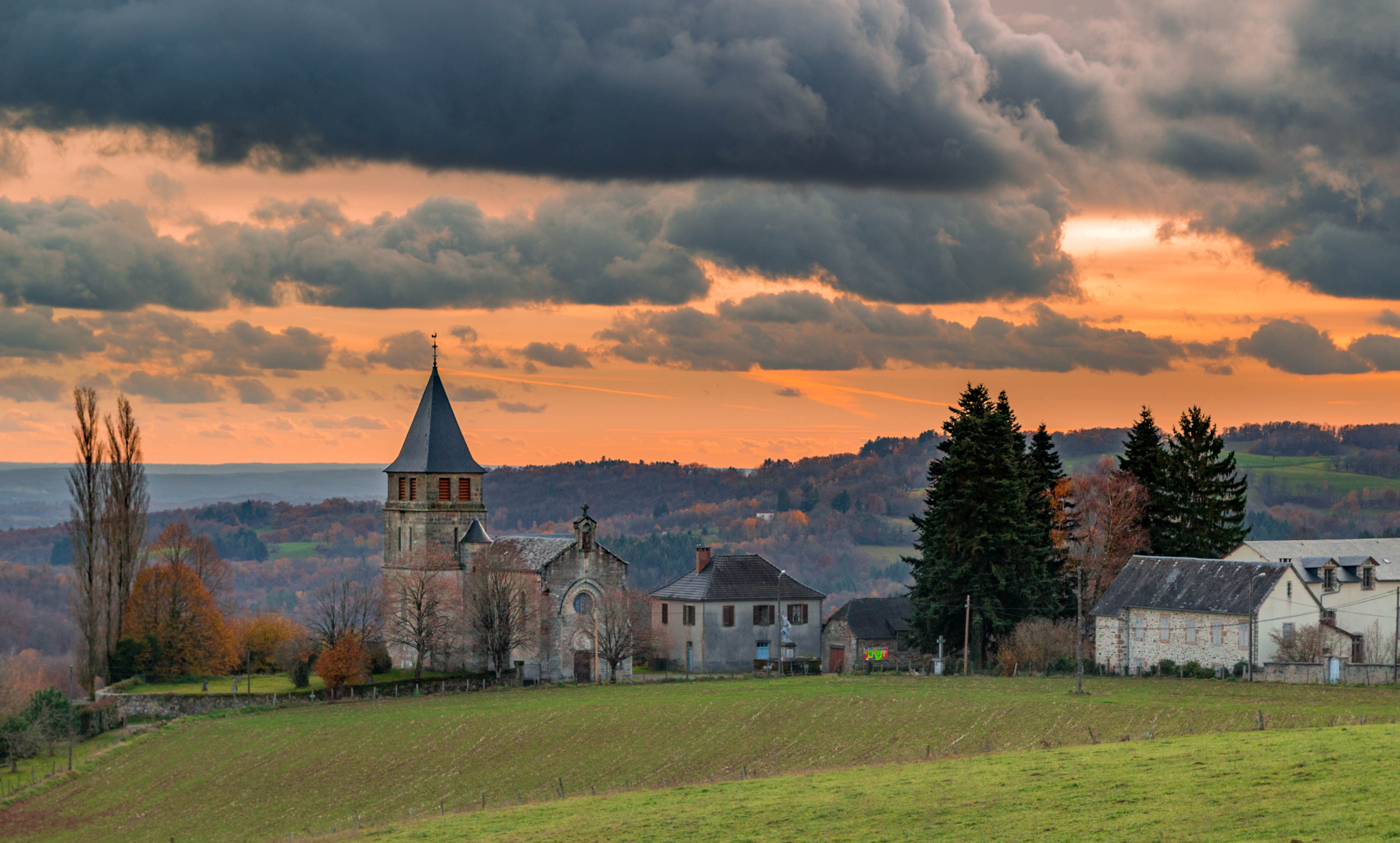
Kirche Saint-Jean-Baptiste

| Jahr      | 1962 | 1968 | 1975 | 1982 | 1990 | 1999 | 2008 | 2018 |
| --------- | ---- | ---- | ---- | ---- | ---- | ---- | ---- | ---- |
| Einwohner | 332  | 288  | 239  | 220  | 207  | 164  | 160  | 214  |